# Johann Schlaginhaufen
Johann Schlaginhaufen, auch: Schlainhauffen; Pseudonyme: lat. Turbicida, griech. Ochloplectes (* um 1498 in Neunburg vorm Wald (Oberpfalz); † 1560 in Köthen (Anhalt)) war ein evangelischer Theologe und Reformator.

## Leben
Johann Schlaginhaufen war gebürtiger Oberpfälzer und Sohn eines Bauern. Am 23. Mai 1520 schrieb er sich in die Matrikel der Universität Wittenberg ein, wo er ein Jahr später den Baccalaureus erwarb. 1524 war er Prediger in Joachimstal und ab 1525 in Schneeberg, wo Herzog Georg von Sachsen wegen „Irrlehre“ und seiner Eheschließung seine Absetzung verlangte. 1530 als Pfarrer in Zahna wurde er auch dort abgesetzt. Seit spätestens November 1531 war er in Wittenberg regelmäßiger Besucher im Hause Martin Luthers, und auch zu Philipp Melanchthon hatte er enge Beziehungen. Als häufiger persönlicher Teilnehmer an Luthers Tischreden war es ihm möglich, viele derselben aufzuzeichnen. Die Dessauer Theologen Nikolaus Hausmann und Georg Helt (Forchemius) schätzten ihn ebenfalls.
Im Dezember 1533 wurde er an die bereits seit 1525 lutherische St.-Jakobs-Kirche in Köthen berufen. Bei Durchführung der Reformation drang er hier auf energische Maßnahmen. Den visitierten Pastoren gab er die neue evangelische Gottesdienstordnung für das Fürstentum Anhalt-Köthen nach Wittenbergischem Vorbild, die von nun an auch in Köthen eingehalten wurde. In Anerkennung seiner Verdienste schenkte ihm der Reformator Fürst Wolfgang von Anhalt-Köthen „ein Stück Land vor dem Halleschen Tor“, zweifellos das heute noch im Besitz von St. Jakob befindliche Pfarrgrundstück.  
Er begleitete Fürst Wolfgang, der zu ihm volles Vertrauen hatte, nach Schmalkalden, um dort am 24. Februar 1537 die Schmalkaldischen Artikel mit zu unterzeichnen. Auch sonst förderte der Fürst ihn nach Möglichkeit, hielt ihn jedoch zeitlebens in Köthen fest, wo er seit den 1540er Jahren bis zu seinem Tode als Superintendent wirkte.
Gemeinsam mit anderen anhaltinischen Theologen verteidigte er im benachbarten Bernburg (Saale) die Confessio Augustana. Von seinem schriftlichen Nachlass sind, abgesehen von seinen wichtigen Aufzeichnungen der Tischreden Luthers, einige Briefe an Helt sowie eine aufschlussreiche Predigt über Lk 10,23  erhalten.

## Werke
- Johann Schlaginhaufens Nachschriften. In: D. Martin Luthers Werke WA TR 2, Nr. 1232–1889.